# Josef Hunstiger (Maler)
Josef Hunstiger (* 1. November 1889 in Höxter; † 2. November 1960 in Paderborn) war ein deutscher Maler.

## Leben
Er besuchte von 1908 bis 1914 die Kunstakademie in Düsseldorf und studierte dort Malerei unter Ludwig Keller, Franz Kiederich, Adolf Maennchen und Willy Spatz. Nach dem Ersten Weltkrieg zog er 1918 nach Paderborn, wo er bis in die 1950er-Jahre als freischaffender Künstler tätig war.

## Werke
Er fertigte großformatige Porträts zahlreicher Persönlichkeiten der Region, wobei er versuchte, die Persönlichkeit des Dargestellten unter Einbeziehung des sozialen Umfeldes zu charakterisieren. Zudem schuf er religiöse Kunst wie monumentale Altargemälde, Kreuzweggestaltungen, Madonnenbilder und farbige Kirchenfenster, malte Szenen aus dem Mythologie und Geschichte und kopierte Bilder alter Meister aus Renaissance und Barock. Viele seiner Bilder werden im Stadtmuseum Paderborn aufbewahrt.
Zu seinen Werken gehören u. a.:
- Glasmalerei in der Kirche St. Johann Baptist, Brilon-Nehden (1930)
- Porträt des Gutsbesitzers Theodor Nolte mit dem Spiegelhof Germete (1930)
- Hochzeit zu Kana nach Paolo Caliari (1933)
- Federzeichnung Adolf Hitlers zu dessen 50. Geburtstag (1939)[2]
- Der Apostel Judas Thaddäus (1945)
- Porträt des Kardinals von Chicago, George Mundelein (1956)
- Porträt des Domkapitulars Alois Fuchs
- Begegnung Karls des Großen mit Papst Leo III.